# 1943年の野球
1943年の野球（1943ねんのやきゅう）では、1943年の野球界における動向をまとめる。

### 中等野球

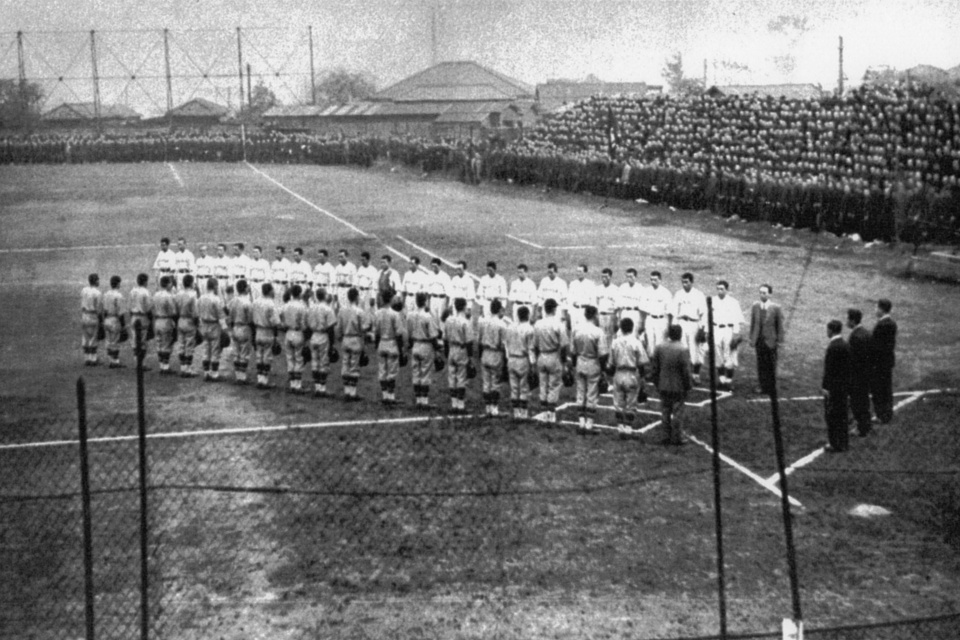
出陣学徒壮行早慶戦（10月16日）

## 競技結果

### 日本プロ野球

#### ペナントレース
| 順位 | 球団       | 勝 | 敗 | 分 | 勝率 | 差   |
| ---- | ---------- | -- | -- | -- | ---- | ---- |
| 優勝 | 東京巨人軍 | 54 | 27 | 3  | .667 | --   |
| 2位  | 名古屋軍   | 48 | 29 | 7  | .623 | 4.0  |
| 3位  | 阪神軍     | 41 | 36 | 7  | .532 | 11.0 |
| 3位  | 朝日軍     | 41 | 36 | 7  | .532 | 11.0 |
| 5位  | 西鉄軍     | 39 | 37 | 8  | .513 | 12.5 |
| 6位  | 大和軍     | 35 | 43 | 6  | .449 | 17.5 |
| 7位  | 阪急軍     | 31 | 51 | 2  | .378 | 23.5 |
| 8位  | 南海軍     | 26 | 56 | 2  | .317 | 28.5 |

#### 個人タイトル
| タイトル     | 選手                     | 球団        | 成績      |
| ------------ | ------------------------ | ----------- | --------- |
| 最優秀選手   | 呉昌征                   | 巨人        |           |
| 首位打者     | 呉昌征                   | 巨人        | .300      |
| 最多本塁打   | 古川清蔵 岩本章 加藤正二 | 名古屋      | 4本       |
| 最多打点     | 青田昇 野口明            | 巨人 西鉄軍 | 42打点    |
| 最多盗塁     | 山田伝                   | 阪急        | 56盗塁    |
| 最多安打     | 呉昌征                   | 巨人        | 89安打    |
| 最高出塁率   | 呉昌征                   | 巨人        | .457      |
| 最優秀防御率 | 藤本英雄                 | 巨人        | 0.73      |
| 最多勝利     | 藤本英雄                 | 巨人        | 34勝      |
| 最多奪三振   | 藤本英雄                 | 巨人        | 253奪三振 |
| 最高勝率     | 藤本英雄                 | 巨人        | .756      |

#### ベストナイン
この年は選出なし。

### 大学野球
- 4月6日 - 文部省、各連盟に「リーグ戦は不可」の覚書を交付。
- 4月28日 - 東京大学野球連盟、リーグ解散を文部省に通知。
- 10月16日 - 出陣学徒壮行早慶戦を行う（戸塚球場）。

### メジャーリーグ
- ワールドシリーズ

## できごと
- 3月2日 - 日本プロ野球連盟規則委員会が開催され、野球用語の全面的日本語化を決定。
- 3月14日 - 日本野球連盟、ユニフォームを軍服式に改革する。
- 4月28日 - 東京大学野球連盟、文部省からの要請で解散を決定。
- 8月19日 - 阪神甲子園球場において金属回収による鉄傘解体工事が開始される。
- 10月16日 - 学徒出陣壮行早慶戦（最後の早慶戦）が開催される。
- 10月31日 -東京巨人軍対名古屋軍戦 (後楽園球場)において巨人が勝利し、巨人の優勝が決定している。
- 11月8日 - 日本野球連盟、勤労報国隊の宣誓式を挙行[2]。

シーズンオフに西鉄軍と大和軍は球団経営悪化によりこの年で解散。

## 誕生
- 1月1日 - 佐藤元彦
- 1月3日 - エイドリアン・ギャレット（+ 2021年）
- 1月15日 - マイク・マーシャル（+ 2021年）
- 1月30日 - デービー・ジョンソン
- 3月24日 - 神部年男
- 4月23日 - 福富邦夫
- 6月24日 - 中井悦雄（+ 1979年）
- 6月28日 - 千田啓介
- 7月13日 - 阪本敏三（+ 2022年）
- 8月17日 - 住友平（+ 2023年）
- 8月30日 - 佐々木宏一郎（+ 1989年）
- 9月8日 - 大熊忠義
- 9月19日 - ジョー・モーガン（+ 2020年）
- 10月16日 - 広野功
- 11月27日 - 白仁天
- 12月8日 - 相羽欣厚（+ 1988年）
- 12月8日 - 土井正博
- 12月19日 - ウォルター・ウィリアムス（+ 2016年）
- 12月27日 - ロイ・ホワイト

## 死去
- 3月6日 - ジミー・コリンズ（* 1870年）
- 5月28日 - 松井栄造（* 1918年）
- 7月22日 - 中田武雄（* 1915年）
- 7月23日 - 楠本保（* 1914年）
- 7月27日 - 神田武夫（* 1922年）
- 8月14日 - ジョー・ケリー（* 1871年）